# Хинце-Кларк, Кристи
Кри́сти Хи́нце-Кларк (англ. Kristy Hinze-Clark; 16 октября 1979, Голд-Кост, Квинсленд, Австралия) — австралийско-американская фотомодель, актриса

 и телеведущая.

## Биография
Кристи Хинце родилась 16 октября 1979 года в Голд-Косте (штат Квинсленд, Австралия), но в настоящее время она проживает в Нью-Йорке (штат Нью-Йорк, США). Кристи — внучка политика Расса Хинце (1919—1991) и сестра бывшего полицейского и основателя «Bubs Baby Shops» Гая Хинце.

## Карьера
Кристи начала карьеру фотомодели в 14-летнем возрасте в 1994 году, появившись в австралийском «Vogue». В 2008 году Хинце появилась в 10-м сезоне реалити-шоу «Топ-модель по-американски», в то время работая в нью-йоркском «Elite Model Management». В 2008—2009 года она вела 1-й и 2-й сезоны реалити-шоу «Project Runway Australia», но в 3-м сезоне шоу её заменили на Меган Гейл.

## Личная жизнь
С 22 марта 2009 года Кристи замужем за предпринимателем Джеймсом Кларком, с которым она встречалась 3 года до их свадьбы. У супругов есть двое дочерей — Дилан Вивьенн Кларк (род.14.09.2011) и Харпер Кларк (род.19.08.2014).